# Templul lui Apollo din Bassae

Templul lui Apollo de la Bassae este situat la altitudinea de 1150 m deasupra n.m. în Peloponez, Grecia. El s-a menținut într-o stare relativ bună, a fost închinat zeului Apollo și aparține de patrimoniul UNESCO.